# Provincia de Lomami
Lomami es una de las veintiséis provincias de la República Democrática del Congo, creada de acuerdo con la Constitución de 2005. La nueva provincia finalmente se creó en 2015 a partir del anterior distrito de Kabinda y la ciudad de Mwene Ditu, que eran parte de la provincia de Kasai Oriental antes de 2015.
La capital de la provincia es Kabinda.

## División
- Kabinda
- Kabinda
- Kamiji
- Lubao
- Luilu
- Mwene-Ditu
- Ngandajika